# Primarette
Primarette är en kommun i departementet Isère i regionen Auvergne-Rhône-Alpes i sydöstra Frankrike. Kommunen ligger i kantonen Beaurepaire som tillhör arrondissementet Vienne. År 2022 hade Primarette 694 invånare.

## Befolkningsutveckling
Antalet invånare i kommunen Primarette
Referens:INSEE